# Bazentin
Bazentin település Franciaországban, Somme megyében. Lakosainak száma 82 fő (2022. január 1.). Bazentin Martinpuich, Contalmaison, Longueval, Montauban-de-Picardie és Carnoy-Mametz községekkel határos.

## Népesség
A település népességének változása:
| Lakosok száma | 77   | 79   | 80   | 79   | 78   | 77   | 77   | 80   | 82   |
|               | 2013 | 2015 | 2016 | 2017 | 2018 | 2019 | 2020 | 2021 | 2022 |

## Híres emberek
- Itt született Jean-Baptiste Lamarck (1744–1829) francia biológus